# Canton de Taverny
Le canton de Taverny est une division administrative française, située dans le département du Val-d'Oise et la région Île-de-France.
À la suite du redécoupage cantonal de 2014, les limites territoriales du canton sont remaniées. Le nombre de communes du canton passe de 5 à 4.

## Histoire
Le canton de Taverny a été créé en 1931 (loi du 21 juillet 1931), en divisant le canton de Montmorency.
Par décret du 17 février 2014, le nombre de cantons du département est divisé par deux, avec mise en application aux élections départementales de mars 2015. Le canton de Taverny est conservé et réduit. Il passe de 5 à 4 communes.

## Représentation

### Conseillers d'arrondissement (de 1931 à 1940)
| Période                                  | Période | Identité      | Étiquette | Qualité |
| ---------------------------------------- | ------- | ------------- | --------- | --- |
| 1931                                     | 1940    | Léon Dérondel | URD       | Propriétaire à Ermont                                                                                       |
| 1940                                     |         |               |           | Les conseils d'arrondissement ont été suspendus par la loi du 12 octobre 1940 et n'ont jamais été réactivés |
| Les données manquantes sont à compléter. |         |               |           | |

### Conseillers généraux de 1931 à 2015
| Période | Période | Identité                    | Étiquette    | Qualité |
| ------- | ------- | --------------------------- | ------------ | --- |
| 1931    | 1940    | Henri Leyma (1883-1974)     | RG           | Maire de Taverny (1919-1945) Membre de la Commission administrative départementale (1941-1943) par le Gouvernement de Vichy Nommé conseiller départemental en 1943 par le Gouvernement de Vichy |
|         |         |                             |              | |
| 1945    | 1949    | Alphonse Ricard (1884-1966) | MRP          | Employé de Gaz de France Maire d'Eaubonne (1947 → 1956) |
| 1949    | 1955    | Cyrille Lecomte             | RPF puis RS  | Maire de Saint-Leu-la-Forêt (1948 → 1970) Élu en 1964 dans le canton de Saint-Leu-la-Forêt |
| 1955    | 1976    | André Messager              | RGR puis DVD | Industriel Maire de Taverny (1953 → 1971) Sénateur du Val-d'Oise (1968 → 1977) |
| 1976    | 1982    | Francis Arzalier            | PCF          | Historien et essayiste |
| 1982    | 1988    | Raymond Demanet             | RPR          | Syndicaliste Maire de Taverny (1983 → 1989) |
| 1988    | 2008    | Maurice Boscavert           | PS           | Enseignant, ancien Directeur des activités sociales de l'ORTF Maire de Taverny (1989-2014) |
| 2008    | 2015    | Jean-Pierre Barentin        | PS           | 1er maire-ajoint de Taverny (1995 → 2014) |

### Conseillers départementaux à partir de 2015
| Période élective | Période élective | Mandat | Mandat   | Identité             | Nuance | Nuance             | Qualité |
| ---------------- | ---------------- | ------ | -------- | -------------------- | ------ | ------------------ | --- |
| 2015             | 2021             | 2015   | 2021     | Laetitia Boisseau    |        | DVD                | Adjointe au Maire de Taverny |
| 2015             | 2021             | 2015   | 2021     | Gérard Lambert-Motte |        | LR                 | Fonctionnaire Maire du Plessis-Bouchard Conseiller général du Canton de Beauchamp (2011-2015)                                                                                |
| 2021             | 2028             | 2021   | en cours | Laetitia Boisseau    |        | Union de la droite | Maire-adjointe de Taverny |
| 2021             | 2028             | 2021   | en cours | Gérard Lambert-Motte |        | Union de la droite | Fonctionnaire du ministère de l'Equipement retraité Maire du Plessis-Bouchard (1997 → ) Vice-président de la CA Val-et-Forêt ( ? → 2015) puis de la CA Val Parisis (2016 → ) |

### Résultats détaillés

#### Élections de mars 2015
À l'issue du 1er tour des élections départementales de 2015, deux binômes sont en ballottage : Laetitia Boisseau et Gérard Lambert-Motte (UMP, 28,93 %) et Caroline Nalpas et Alexandre Simonnot (FN, 27,36 %). Le taux de participation est de 44,54 % (14 921 votants sur 33 502 inscrits) contre 40,49 % au niveau départemental et 50,17 % au niveau national,.
Au second tour, Laetitia Boisseau et Gérard Lambert-Motte (UMP) sont élus avec 67,26 % des suffrages exprimés et un taux de participation de 44,38 % (8 980 voix pour 14 867 votants et 33 498 inscrits).

#### Élections de juin 2021
Le premier tour des élections départementales de 2021 est marqué par un très faible taux de participation (33,26 % au niveau national). Dans le canton de Taverny, ce taux de participation est de 28,96 % (9 743 votants sur 33 638 inscrits) contre 26,57 % au niveau départemental. À l'issue de ce premier tour, deux binômes sont en ballottage : Laetitia Boisseau et Gérard Lambert-Motte (Union à droite, 42,49 %) et Yolande Baeta et Claude Cauët (Union à gauche, 19,63 %).
Le second tour des élections est marqué une nouvelle fois par une abstention massive équivalente au premier tour. Les taux de participation sont de 34,36 % au niveau national, 28,57 % dans le département et 31,73 % dans le canton de Taverny. Laetitia Boisseau et Gérard Lambert-Motte (Union à droite) sont élus avec 62,23 % des suffrages exprimés (6 295 voix pour 10 676 votants et 33 643 inscrits),,.

## Composition

### Composition de 1964 à 1967
Le canton comprenait huit communes.
- Beauchamp
- Bessancourt
- Béthemont-la-Forêt
- Chauvry
- Franconville-la-Garenne
- Frépillon
- Le Plessis-Bouchard
- Taverny (chef-lieu)

### Composition de 1967 à 1976
Le canton comprenait huit communes.
- Taverny (chef-lieu)
- Méry-sur-Oise
- Frépillon
- Bessancourt
- Béthemont-la-Forêt
- Chauvry
- Beauchamp
- Le Plessis-Bouchard

### Composition de 1976 à 1985
Le canton comprenait six communes.
- Taverny (chef-lieu)
- Bessancourt
- Béthemont-la-Forêt
- Chauvry
- Frépillon
- Méry-sur-Oise

### Composition de 1985 à 2015
Le canton comprenait cinq communes.
| Nom                 | Code Insee | Codepostal | Superficie (km2) | Population (dernière pop. légale) | Densité (hab./km2) |
| ------------------- | ---------- | ---------- | ---------------- | --------------------------------- | ------------------ |
| Taverny (chef-lieu) | 95607      | 95150      | 10,48            | 26 094 (2012)                     | 2 490              |
| Bessancourt         | 95060      | 95550      | 6,39             | 6 629 (2012)                      | 1 037              |
| Béthemont-la-Forêt  | 95061      | 95840      | 3,79             | 429 (2012)                        | 113                |
| Chauvry             | 95151      | 95560      | 5,00             | 306 (2012)                        | 61                 |
| Frépillon           | 95256      | 95740      | 3,35             | 2 860 (2012)                      | 854                |

### Composition depuis 2015
Le canton comprend désormais quatre communes entières.
| Nom                             | Code Insee | Intercommunalité | Superficie (km2) | Population (dernière pop. légale) | Densité (hab./km2) | Modifier                                    |
| ------------------------------- | ---------- | ---------------- | ---------------- | --------------------------------- | ------------------ | ------------------------------------------- |
| Taverny (bureau centralisateur) | 95607      | CA Val Parisis   | 10,48            | 27 065 (2022)                     | 2 583              | modifier les données · modifier les données |
| Beauchamp                       | 95051      | CA Val Parisis   | 3,02             | 9 506 (2022)                      | 3 148              | modifier les données · modifier les données |
| Bessancourt                     | 95060      | CA Val Parisis   | 6,39             | 8 521 (2022)                      | 1 333              | modifier les données · modifier les données |
| Pierrelaye                      | 95488      | CA Val Parisis   | 9,21             | 10 230 (2022)                     | 1 111              | modifier les données · modifier les données |
| Canton de Taverny               | 9519       |                  | 29,10            | 55 322 (2022)                     | 1 901              | modifier les données                        |

## Démographie

### Démographie avant 2015
| 1962   | 1968   | 1975   | 1982   | 1990   | 1999   | 2006   | 2011   | 2012   |
| ------ | ------ | ------ | ------ | ------ | ------ | ------ | ------ | ------ |
| 12 897 | 18 295 | 25 343 | 29 682 | 34 558 | 35 900 | 37 010 | 36 555 | 36 318 |

### Démographie depuis 2015
En 2022, le canton comptait 55 322 habitants, en évolution de +10,16 % par rapport à 2016 (Val-d'Oise : +4 %, France hors Mayotte : +2,11 %).
| 2013   | 2018   | 2022   |
| ------ | ------ | ------ |
| 49 567 | 51 687 | 55 322 |